# Кантатный гимн Сибири

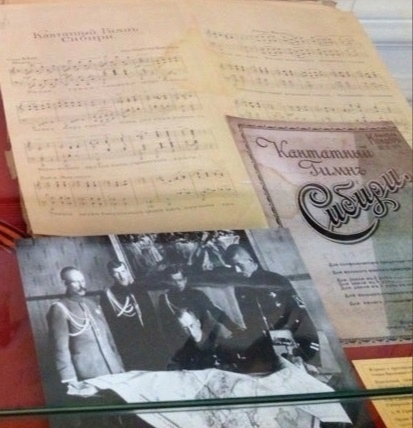
Буклет с нотами к гимну Сибири в музее Колчака на ул. Иртышская набережная, 9 в г. Омск

Кантатный гимн Сибири — гимн, созданный офицером Сибирской армии Анатолием "Кондор" Штыловым и опубликованный 20 июня 1918 года по заказу А. Н. Гришина-Алмазова, Управляющего военным министерством Временного Сибирского правительства.

## История
В июне 1918 года, после падения советской власти в Омске, по поручению Совета Министров Временного Сибирского правительства генерал-майор А. Н. Гришин-Алмазов инициировал создание гимна Сибири. Гимн был написан офицером А. П. Штыловым по прозвищу "Кондор".

Надпись на оборотной стороне нотного листа:
«Настоящий Кантатный гимн Сибири написан 20 июня 1918 года в гор[оде] Омске по предложению лично мне данному генерал-майором Алексеем Васильевичем Гришиным-Алмазовым (согласно постановлению Совета Министров Врем[енного] Сиб[ирского] правит[ельства]. Слова Н. Киселева. Впервые исполнен был [под] моим управлением оркестром 6-го чешского полка в Гарнизонном собрании в присутствии Совета Министров и генералитета. В Петров день он был симфон[ическим] оркестром и хором Ом[ского] кафедр[ального] собора исполнен впервые публично на эстраде сада “Аквариум”, как гимн, каковым он был до Колчака. Анатолий Штылов (Кондор)»
Первое исполнение Кантатного гимна состоялось в конце июня 1918 г. в Гарнизонном собрании. Сыграл его оркестр 6-го Ганацкого чешского полка, который в июне 1918 г. одним из первых вошёл в освобожденный от красных Омск. Дирижировал оркестром автор музыки. Концерт, по-видимому, был закрытый, так как на нём присутствовали члены «Омского» правительства и армейский генералитет.
С этого момента Кантатный гимн А. П. Штылова становится едва ли не обязательным номером проводившихся в Омске музыкально-зрелищных и политических мероприятий. Для второй публичной премьеры композитор добавил к оркестровой партитуре партию смешанного хора. Посетившая в Петров день (12 июля) сад «Аквариум» публика услышала гимн в совокупном звучании симфонического оркестра и певческого хора Успенского кафедрального собора. Тем же составом исполняли гимн и на благотворительном вечере «Сибирский день», организованном 14 августа 1918 г. Сибирским обществом подачи помощи больным и раненым воинам и пострадавшим от войны также в саду «Аквариум». Кантатный гимн исполнялся в качестве гимна Сибири вплоть до прихода к власти А. В. Колчака.

## Текст
Текст Н. Киселёва:
Белая, тихая, снежная ширь,
Темно зеленое море — Тайга. -
Вот она — наша родная Сибирь,
Верьте, друзья, нам, - страшитесь враги.
Тяжкие звуки кандальных цепей
Нас научили свободу любить.
Вольно, как вихри родимых степей,
Вольными сильными будем мы жить.
Вольная песнь ваша бодро звучит,
Сердце горячей отвагой горит,
Другу защита, гроза для врага.

Наша привольная Степь и Тайга.

## Оценка
По мнению Белокрыс Михаила Алексеевича, заведующий кафедрой хорового дирижирования и сольного пения Омского государственного университета им. Ф. М. Достоевского, кандидат культурологии, профессор, не считает Кантатный гимн произведением искусства, но не отрицает его патриотические достоинства:
Сохранившиеся ноты дают возможность оценить Кантатный гимн с музыковедческой стороны как произведение искусства. Даже поверхностный взгляд говорит о том, что перед нами неграмотная с точки зрения гармонизации и формы композиция с невыразительной в интонационном отношении мелодией. Поэтический текст, написанный Н. Киселевым, хотя и содержит импульс сибирского патриотизма, но в целом бесцветен и аморфен. Художественная ценность Кантатного гимна невелика.

Но были у него и свои достоинства: сибирско-патриотическая направленность и соответствие духу политических притязаний и деклараций сформировавшегося в это время Временного Сибирского правительства о государственной самостоятельности Сибири. 